# 化学療法 (細菌)
本記事では、化学療法のうち、細菌に対する薬物療法、すなわち抗菌薬を使用した治療法について記述する。

## 化学療法の原理
感染症、悪性腫瘍、自己免疫疾患の治療に化学療法という言葉は使われる。根本的な病因は異なるが、薬理学的な見地からは一般的な治療の原則は極めて類似している。どちらもターゲット（細菌ないしは癌細胞等）に対する選択毒性を効果発現の機序として挙げている。
選択毒性の原理
宿主には存在せず、ターゲットのみに存在する特異的な標的物質を攻撃する。
宿主に似た物質であるが同一ではないターゲットの標的物質を攻撃する。
宿主とターゲットに共通するがその重要性が異なる標的物質を攻撃する。
これら3つに集約することができる。もしターゲットが該当薬物に対して感受性があり、耐性が生じるのがまれで、かつ治療指数が高い（滅多に中毒量に達しない）のなら、単剤療法の方が多剤併用療法よりも望ましくない副作用を最小限に食い止めることができる。多くの感染症の場合は、これらの条件を満たすため、原則一剤投与となる。感染症治療で多剤併用療法となるのは、結核、ハンセン病、HIV、免疫不全時の感染症などがあげられる。結核菌やHIVは薬剤耐性を生じやすいため、3剤併用療法を行う必要がある。
また抗菌活性の大小だけでなくターゲットに薬剤が到達するかどうかを評価するPD（薬力学）、PK（薬物動態学）といった概念も化学療法では重要である。抗菌薬投与で髄液移行性が問題となったように、菌の感受性だけでなく治療部位によっては薬剤の体内動態も検討する必要がある。

## 使用される医薬品
抗菌薬が使用される。抗菌薬は、抗生物質と合成抗菌薬(細菌感染症で使用される化学療法剤)に大別される。

## 薬物療法を行うために必要な検査
グラム染色
グラム染色は感染症学で最も基本となる検査である。喀痰などをグラム染色し、細菌が存在しないかを調べる検査である。グラム染色と顕微鏡でわかることは菌培養に比べて少ないが組み合わせることで非常に見通しがよくなる。まず第一にグラム染色は培養検査に比べて検査にかかる時間が短い。通常培養には2日から1週間がかかってしまう。多くの感染症の場合は培養結果を見る前に治療を開始しなければならない。グラム染色はその日のうちに結果がわかるのでリアルタイム性という点では培養に勝る。グラム染色でわかることはグラム陽性菌かグラム陰性菌か、あるいは球菌か桿菌かということである。すなわちおおまかに4つに分類ができるだけである（らせん菌などもわかるので厳密には正しくないが）。但しこれだけで大まかな抗菌薬選択の基準にはできる。また培養検査の欠点を補うこともできる。例えば培養検査では嫌気性菌は培養しにくいという欠点があるが、グラム染色では関係ない。また、培養で数を増やすという作業を行っていないのでコンタミネーションがすぐにわかる。多くのグラム陰性桿菌の中にグラム陽性球菌が数個見られたら、グラム陰性桿菌の感染と考えればよい。また白血球の様子などもわかり、病勢のフォローの指標となる。喀痰グラム染色で細菌を認め、抗菌薬を投与したあと、また喀痰グラム染色を行い菌が見えなくなり、呼吸数が安定し、痰の量が減ればそれは発熱、CRPの改善がなくても改善傾向ととらえてよい。
培養検査
培養検査は原因菌同定を行うことができる。培養検査は時間はかかるが菌種名まで教えてくれ、薬剤感受性も調べてくれる。グラム染色を手がかりに行った治療が正解であったか答えも教えてくれる。仮に抗菌薬の選択が正解であったとしても培養の結果を知ることで、さらに抗菌薬のスペクトルを狭めることもできるし、菌種によっては合併症のモニタリングも可能になるので必ず参照することが大切である。また培養検査の限界も把握しておかないとミスリードをしてしまう。嫌気性菌は培養しにくいので、嫌気性菌による感染症の場合、コンタミの常在菌がコロニーを作ってしまい、判断を誤ることがある。そういった意味でもグラム染色を併用し培養結果と矛盾しないかを調べておくのが重要である。また抗菌薬投与後の培養でも病原菌がすでに死滅しており常在菌を拾ってしまう可能性がある。また検体の種類によっても培養検査の有効性は変わってくる。例えば入院患者の下痢の便培養は有効な菌種を同定できる可能性は低い。
重篤な感染症ならば血液培養を行う。重篤とはどういう状態かの定義は難しい。体温、白血球数は高いときも低いときもあるSIRSの診断基準などを参照にするとわかりやすい。原因不明の意識障害、神経症状、心不全、腎機能障害、代謝性アシドーシス、呼吸性アルカローシスをみたら敗血症を疑う。敗血症の徴候であるshaking chill(悪寒戦慄)、呼吸数>30回/分、酸素飽和度の低下、ABGでの代謝性アシドーシス、乏尿、意識レベルの変化（大抵は低下）を危険な熱の特徴（severe high fever）という。severe high feverの他、体温38.5度以上で悪寒戦慄を伴う場合、白血球数が12000/μl以上、または4000/μl未満の場合、静脈注射で抗生物質を使うときは血液培養の適応があるという専門家の意見がある。血液培養の適応は敗血症を疑った時であり、他に適応はない。血液培養は2セット（合計4本、2本に好気性ボトルと2本の嫌気性ボトルである）である。これは部位を変えて採血をする。好気性菌ボトルと嫌気性菌ボトルがあるがこのときは針をかえない。アルコールランプも使わない。これら一連の行為はコンタミかどうかの判断をするためである。
培養検査を扱うには次の経験則を知っていると判断しやすい。例外を除いて感染症は悪化か改善のどちらかの経過しかなく、抗菌薬を投与しても変化なしということはありえない、培養で出てきた菌を全て治療対象とする必要はないである。
遺伝子検査
遺伝子検査は菌種同定を培養よりも迅速に行える画期的な検査である。20世紀のころから広域スペクトルな薬は正常細菌叢まで殺してしまうこと、耐性菌を生みやすいということがわかっていたが、培養できるまで菌種を同定できなかったため、またグラム染色の普及率の低さもあり広域スペクトルな抗菌薬を使用せざるを得なかった。遺伝子検査による迅速検査キットは感染症マネジメントを大きく変えた。この技術によって初期診療から病原菌にフォーカスを絞った治療が行えるようになったといっても過言ではない。フォーカスを絞った治療を行うために臨床薬理学の重要性も著しく高まった。

## 抗菌薬の選択・適正使用

### 抗生物質（細菌に対する）の使用経験則
ここに記された内容は一般的な例を示しているが、抗生物質の種類や、人体の肝機能・腎機能、菌の耐性化などによってはこの経験則は当てはまらないので注意が必要である
- 感染症は例外を除いて一つの臓器に一つの菌が増殖して発生すると考える。
- 原則として1剤投与から始める。ただし、抗結核薬は多剤併用が基本である。
- 投与方法はペニシリン・セフェム系抗生物質では、経口投与なら1日3回、点滴静注なら1日2回、筋注なら1日1回が多い。(time over MICを長く維持するため) （近年は、より投与回数の少ない抗菌薬が開発・発売されている）。
- 生理食塩水または5%ブドウ糖液100ml(50ml)に溶解し、滴下する。水分が少ないので輸液療法に影響することは少ない。配合変化を避けるため、他の薬剤は混和しない。心不全などで塩分制限が必要な患者の場合は生理食塩水100mlで1g程度のナトリウムを与えてしまうので5％ブドウ糖液を用いたほうがよい。
- 抗菌薬では皮内反応テストは、ガイドラインに沿って、行われなくなりつつある
- 菌感受性試験の結果が出る前に抗菌薬の投与開始が必要になるケースが多いため、施設ごとに菌の特性を把握しておかなければならない。
- 効果不十分と感じたら、別系統もしくはより強力な抗菌薬に変更する。
- 例外を除いて感染症は悪化か改善のどちらかの経過しかなく、抗菌薬を投与しても変化なしということはありえない
- 培養で出てきた菌を全て治療対象とする必要はない
- 一般的には、最初から強力な抗菌薬を使用することは耐性菌の出現を生むため好ましくない。ただし、結核やハンセン病など、治癒を困難とする一部の細菌に対しては、最初から強力な抗菌薬を使用する必要がある（逆に弱い薬を使うと、長期に抗菌薬を使うことが見込まれるため、耐性菌を生じやすくなる）。
- 長期投与は望ましくない。原則として2週間とし、効果がないようなら抗菌剤の種類の変更を検討する必要がある。保険診療も2週間までである。
- 周術期管理の術後投与は3日位を目安に投与する。

## 臨床薬理学からみた化学療法
詳しくは臨床薬理学を参照のこと。感染症学でよく用いる臨床薬理学の分野としては薬力学 (Pharmaco Dynamics; PD)と薬物動態学 (Pharmaco Kinetics; PK)が知られている。PDは作用機序の研究をする学問であり、感染症の分野ではどれくらいの濃度になれば効果があるのかを含む。PKは薬物の体内動態の研究をする学問であり、薬がどれくらい菌に届くかを調べる学問である。

### 薬力学
| 抗菌薬             | 殺菌作用   | PAE  | 体内動態パラメータ |
| ------------------ | ---------- | ---- | ------------------ |
| βラクタム系        | 時間依存性 | なし | T>MIC              |
| カルバペネム系     | 時間依存性 | あり | T>MIC              |
| グリコペプチド系   | 時間依存性 | あり | T>MIC              |
| マクロライド系     | 時間依存性 | あり | T>MIC              |
| アミノグリコシド系 | 濃度依存性 | あり | Cmax/MIC           |
| ニューキノロン系   | 濃度依存性 | あり | AUC/MIC            |

殺菌性と静菌性
殺菌性とは菌を殺してしまう作用をもつこと、静菌性とは菌を殺してはいないが、分裂して増殖することを抑える。一般に細胞壁に作用するものは殺菌性であることが多く、蛋白合成に作用するものは静菌性である。殺菌性、静菌性はターゲットとなる細菌によって異なる。例えば、βラクタム剤、アンピシリンは腸球菌には静菌的に働く。静菌性でも、細菌を免疫細胞が破壊するのでin vivoでは問題ない。一般に、抗菌薬の選択において殺菌性か静菌性かを気にする必要はない。感染性心内膜炎、好中球減少時の発熱、髄膜炎などが殺菌性の抗菌薬を必須とする数少ない例外である。
MICとMBC
MIC（最小阻止濃度）とはディスク法で測定される増殖しなくなる濃度で静菌能力を示す。MBC（最小殺菌濃度）とはディスク法で測定する99.9％かそれ以上の細菌を24時間以内に殺すことができる濃度であり殺菌能力を示す。
一般的に殺菌性抗菌薬のMICとMBCには大きな差はない。もし殺菌性の抗菌薬の血中濃度がMICより高い場合、この抗菌薬は殆どの菌に対して殺菌的に作用するであろうということが経験的にいえる（MICを超えるとMBCも超えるから）。静菌的抗菌薬にせよ、殺菌的抗菌薬にせよ、その効果を充分に発揮するには抗菌薬の濃度が感染部位でMIC以上になっていることが大切である。
注意点としてMICそのものの数値の大小を異なる抗菌薬の効果の比較に用いてはならない。一般にMICが低ければ低いほど効果があると考えられる。しかしPKも考えないと誤った結論を導いてしまう。MICが小さくても髄液に移行しない抗菌薬、感受性OKは治療には使えない。また、濃度依存性の抗菌薬ならともかく、時間依存性の抗菌薬なら4MIC位の血中濃度を保っていれば、効果は変わらない。
トレランス
トレランスとはMICとMBCが解離している状態である。MBCがMICよりも遥かに高くなってしまう状態。感受性検査では感受性ありとなってしまう（MICしか調べないため）。連用で起こりやすい。何故、生じるかというメカニズムは不明であるが、心内膜炎、骨髄炎、髄膜炎で感受性のある抗菌薬を選んだにも拘わらず、治療効果がない場合は考えるべき状態である。
イーグル効果
大量のペニシリン投与をおこなうと逆に薬効がおちることがある。MICを遥かにこえる濃度のペニシリン投与は細菌の分裂を止めてしまうため、分裂時に効果が高いペニシリンの薬効はおちてしまうと考えられている。
シナジー
いわゆる、相乗効果のことである。
ポストアンティビオティックエフェクト（PAE）
抗菌薬がMIC以下の濃度になっても臨床効果を持つ効果のこと。蛋白合成阻害や核酸合成阻害の抗菌薬ではこの時間が非常に長い。抗菌効果はMIC以上の場合よりも小さいと考えられている。PAEがある場合は体内動態パラメータが変化する。
タイムキリングカーブ
タイムキリングカーブとは実験室である菌の量に様々な濃度の抗菌薬を投与して、それが時間と共にどのように細菌を殺していくかプロットしていく。X軸は時間でY軸は菌の量である。タイムキリングカーブの傾斜が左上から右下に移っていく線が見られた場合、その濃度の抗菌薬は効果があると考えてよい。傾斜が急であればあるほど菌を早く殺していることを意味し、抗菌薬の効果はより高いということになる。静菌的抗菌薬ではタイムキリングカーブが横に一直線である。抗菌薬の蛋白結合は薬理学的には重要な項目であるが、臨床現場ではそれほど考慮する事項ではない。例えば、重症感染症では低蛋白血症を伴ったり、感染症でグロブリンが増加したりするが薬効に影響は感じられない。
時間依存と用量依存
用量依存の薬物は抗菌薬の血中濃度を上げれば上げるほど菌を殺す効果は高まる。タイムキリングカーブは濃度が高まるたびにカーブが急になる。時間依存の薬物は一定濃度に達するとタイムキリングカーブが殆ど変化しなくなる。時間依存では一定濃度（大体4MICといわれる）を越える時間がどれだけ長いかにより効果がきまる。用量依存では時間だけでなく、濃度の時間積分で効果が決まる。

### 薬物動態学
抗菌薬が体の隅々に渡る分配の仕方をしめす。問題の菌のいるところに薬がどれくらい分布するのかをしめす。
腎機能と抗菌薬
抗菌薬は腎臓にダメージを与えることがある。腎臓のダメージは抗菌薬の投与法に影響する。抗菌薬の排出は腎臓か肝臓である。肝臓の機能と抗菌薬の投与量の調節に関してはあまり分かっていないので、肝臓排出の場合は投与量を工夫する必要は今のところない。腎臓排出に関してはクレアチニンクリアランスが指標となる。24時間尿を取りたくない時は、腎機能が安定していて、急激なクレアチニンレベルの変化がないと仮定できる時は、Cockcroft-Gaultの式で近似できる。変数はクレアチニン、年齢、体重、性別である。クレアチニンクリアランスが50なら投与量は半分、25なら投与量は四分の一という線形近似で充分である。腎・肝排出では各論で考える。高齢者では忘れずに考えるべきである。
中枢神経移行性
髄膜炎の治療で非常に重要となる。
胆道移行性
スルペラゾン（セフォペラゾン/スルバクタム）は胆汁移行性がよく、胆嚢炎、胆管炎にはよい適応と言われている。実際には中枢神経以外では胆汁移行性の問題で治療失敗となることは稀である。
尿路移行性
クラビットは尿中で濃縮されるため、尿路感染症で扱いやすいといわれている。実際にβラクタム薬で治療した場合よりも治療効果が早く出る傾向が知られている。

## 薬力学で重要なシナジー
重要となる相乗効果をもたらす処方例を示す。
ペニシリンとアミノグリコシド併用療法
急性心内膜炎や亜急性心内膜炎の起炎菌となる黄色レンサ球菌と緑色レンサ球菌の治療でよく用いられる。ペニシリンが細胞壁の合成を阻害することでアミノグリコシドがこれらのグラム陽性菌の厚いペプチドグリカン層を通り抜けられるようになる。なお、テトラサイクリン系はペニシリンと併用すると逆に効果が落ちる。
スルファメトキサゾールとトリメトプリムの併用療法
ST合剤の組み合わせである。スルファメトキゾール（スルホンアミド系薬物）はジヒドロプテロイン酸シンターゼ阻害薬であり、トリメトプリムはジヒドロ葉酸レダクターゼ阻害薬（DHFR阻害薬）である。DHFR阻害薬はテトラヒドロ葉酸の細胞内供給を決定的に不足させ、結果的にプリンとチミジンの新たな合成停止させることによってDNA合成とRNA合成を阻害する。スルホンアミド系薬物はジヒドロ葉酸の細胞内濃度を減少させることでDHFR阻害薬の効果を増強させる。また併用することで耐性菌の出現を抑えることができる。
アムホテリシンBとフルシトシン併用療法
真菌治療でよく用いられる処方である。アムホテリシンBがエルゴステロールの豊富な真菌細胞膜を傷害することでフルシトシンの真菌細胞への取り込みを促進する。真菌細胞膜を通過することで初めて、フルシトシンは5-FUに変換され毒性をもつ。

## 治療の実践例
ここに記された内容は細菌感染症の一般的な例であり、細菌の種類や状態によって異なるので注意が必要である。
基本的には発熱のある患者を対象とする。主に抗菌薬の選択の仕方や治療の判定などを行う。感染症を治療するには患者の病態、基礎疾患やリスクを把握した上で病原菌の性質及び感染の部位を内科診断学や微生物学的検査を行い把握し、抗菌薬の知識を用いて適切な治療を行い、その治療が十分であったのかまた検査をする。
どこの臓器で感染がおこり炎症をきたしているのか？
要するに感染の局在を調べるということである。これは問診、身体所見、検査（血液検査や画像検査）などを用いれば比較的容易に明らかとなる。例えば、発熱がありCRPが上昇をした患者が来て、咽頭をみて腫れていたら咽頭炎と診断をしたり、発熱があり黄疸、灰白色便をみとめAST、ALT高値で肝臓の腫大、叩打痛を認めれば肝炎を疑うということである。まれに原因臓器が絞れないこともある。こういうときは混乱するが診断学的には前進している。こういうときは不明熱などになるので、検査などを行ってもわからなければそういった病気を疑い始めればよい。
原因微生物は何かを考える。また感染症以外も念頭に置く
まず微生物側の要因として得意な臓器がある。例えば肺炎球菌は下部の呼吸器を好み感染をする。黄色ブドウ球菌は傷ついた軟部組織や血液の豊富な組織を得意として呼吸器、消化器、泌尿器は苦手である。経過も起炎菌の推定に役立つことがある。周術期管理において術後感染症の管理は非常に重要である。術後感染症、手術侵襲に対する軟部組織の感染症が多い。術後すぐに感染症を疑ったら溶連菌を、術後1週間くらい経過してから感染症を起こしたら黄色ブドウ球菌を疑うべきである。また宿主の要因というものも存在する。例えば髄膜炎などは年齢によって起炎菌が異なる。またこういった典型的でない場合に出会ったら、それなりの理由を考えるべきである。例えば免疫障害があるのかもしれない。例えば、好中球減少症があるのかもしれない。こういった日和見感染は化学療法後に起こりやすい。細胞性免疫障害はステロイドや放射線治療、HIVで起こりやすい。液性免疫障害は多発性骨髄腫などで起こりやすい。こういった、全身状態以外に外傷の存在で本来交通していない場所が交通しているなどといった解剖学的な理由も考えるべきである。また市中感染と院内感染の区別も重要である。
実際には起炎菌が何かは検査によって行うのだが、培養、グラム染色といった検査の解釈には癖があるのでそれらについては後述する。有名なやり方では呼吸器感染症では喀痰のグラム染色や尿中肺炎球菌抗原・レジオネラ抗原など、尿路感染症では検尿による亜硝酸、尿沈渣で行う。重篤な感染症ならば血液培養を行う。
感染症治療薬の選択
どういった抗菌薬を選択するのかを考える。これは臨床薬理学を用いることができる。抗菌薬の選択では、患者の病態、病原菌、使用する抗菌薬を把握したうえで、感染の部位、微生物、ホストの関係をみていく。具体的には起炎菌が同定できていれば、その起炎菌に感受性があり、その組織に移行する薬剤を選べばよい。それらを検討するには臨床薬理学を用いればよい。臨床薬理学については後述する。
選択できる抗菌薬は以下のものである。
ペニシリン系、セフェム系、カルバペネム系、アミノグリコシド系、テトラサイクリン、マクロライド、ニューキノロン、ST合剤など。
治療効果の判定
やみくもに体温、CRP、白血球数に頼ってはいけない。呼吸数、血液ガス、障害マーカー、グラム染色といったパラメータを参考に経過をおっていくべきである。臓器特異的な感染症の経過観察パラメータを纏める。もちろん特異的な血液検査でも可能だが、急性期に何度も検査できない場合が多いため省略した。
| 臓器           | パラメータ                                                    |
| -------------- | ------------------------------------------------------------- |
| 中枢神経系     | 意識レベル（JCS,GCS）、神経所見、髄液所見                     |
| 耳             | 耳痛などの自覚症状、鼓膜所見                                  |
| 心臓、血管系   | 超音波検査、血液培養                                          |
| 肺、気道系     | 呼吸数、SpO2,投与酸素量、喀痰グラム染色上の白血球数、菌の消失 |
| 尿路所見       | 尿所見、排尿時痛などの自覚症状                                |
| 消化器系       | 便性、量、排便回数、腹痛などの自覚症状                        |
| 臓器を問わない | 全身状態、発熱など                                            |